# A Christmas Story Christmas
A Christmas Story Christmas è un film del 2022 diretto da Clay Kaytis. Sequel del film A Christmas Story - Una storia di Natale.

## Trama
Ralphie, divenuto oramai adulto, vive a Chicago ed ha costruito la propria famiglia con Sandy dalla quale ha avuto due figli, Mark e Julie. Ralph, scosso per la morte del padre, acconsente a raggiungere sua madre per trascorrere il Natale a Hohman nell'Indiana, nella vecchia casa d'infanzia in Cleveland Street. Desideroso di regalare ai propri figli un'esperienza natalizia unica, come nei suoi ricordi d'infanzia, assieme dovranno, tuttavia, affrontare una serie di imprevisti.